# Списковое включение
Спи́сковое включение (списочное выражение, абстракция списков; англ. list comprehension) в синтаксисе некоторых языков программирования — это способ компактного описания операций обработки списков.
Списковое включение позволяет вычислять и бесконечные списки (в языках, которые их поддерживают). Например, на языке Миранда бесконечный список чётных положительных чисел можно записать следующим образом:
```
 
[
 
n
 
|
 
n
 
<-
 
[
1
..
];
 
n
 
rem
 
2
 
=
 
0
 
]

```

что читается так: «список всех n, таких что n входит в [1..] и остаток от деления n на 2 равен нулю».
По аналогии со списковыми включениями в других языках программирования есть выражения битовых строк (Erlang), включения списков и словарей (Python в версии 3).

## Терминология
В переводе книги Филда и Харрисона «Функциональное программирование» вводится термин «абстракция списков» и «включение списков». Тем не менее в литературе используются также «списковое выражение», «списочное выражение», «выделение списка», «списочное встраивание», «генератор списка» (возможно, не очень удачный перевод, так как в функциональном программировании есть отдельное понятие для генератора списка, англ. list generator), «определитель списка». 
В аксиоматике теории множеств Цермело-Френкеля есть аксиома выделения, которая позволяет строить множество на основе имеющегося, путём выбора элементов, соответствующих некоторому предикату. Абстракция списков является аналогией выделения для списков и иногда можно даже встретить термин ZF-выражение.

## Примеры из различных языков программирования

### Python
Чётные числа от 2 до 9998 включительно:
```
[
n
 
for
 
n
 
in
 
range
(
1
,
 
10000
)
 
if
 
n
 
%
 
2
 
==
 
0
]

```

Списковые включения могут использовать вложенные итерации по переменным:
```
[(
x
,
 
y
)
 
for
 
x
 
in
 
range
(
1
,
 
10
)
 
for
 
y
 
in
 
range
(
1
,
 
10
)
 
if
 
x
 
%
 
y
 
==
 
0
]

```

В языке Python есть и выражения-генераторы, которые имеют схожий со списковыми включениями синтаксис, но возвращают итератор. Сумма чётных чисел из предыдущего примера:
```
sum
(
n
 
for
 
n
 
in
 
range
(
1
,
 
10000
)
 
if
 
n
 
%
 
2
 
==
 
0
)

```

В данном случае дополнительные скобки не нужны, но в общем случае их отсутствие вызовет синтаксическую ошибку.
Как уже говорилось выше, Python предоставляет аналогичные возможности для создания множеств и словарей.
```
>>>
 
{
x
 
for
 
x
 
in
 
range
(
10
)}

{
0
,
 
1
,
 
2
,
 
3
,
 
4
,
 
5
,
 
6
,
 
7
,
 
8
,
 
9
}

>>>
 
{
x
:
 
x
**
2
 
for
 
x
 
in
 
range
(
10
)}

{
0
:
 
0
,
 
1
:
 
1
,
 
2
:
 
4
,
 
3
:
 
9
,
 
4
:
 
16
,
 
5
:
 
25
,
 
6
:
 
36
,
 
7
:
 
49
,
 
8
:
 
64
,
 
9
:
 
81
}

```

### Ruby
Чётные числа от 2 до 9998 включительно:
```
(
1
...
10000
)
.
select
{
 
|
i
|
 
i
%
2
 
==
 
0
 
}

# с неявным вызовом метода to_proc в отношении символа :even?

(
1
...
10000
)
.
select
(
&
:even?
)

```

### Erlang
В Erlang генератор списка будет выглядеть следующим образом:
```
[
 
N
 
||
 
N
 
<-
 
[
1
,
 
2
,
 
3
,
 
4
,
 
5
,
 
6
],
 
N
 
rem
 
2
 
==
 
0
 
].

```

### Haskell
Пример с чётными числами на Haskell:
```
[
x
 
|
 
x
 
<-
 
[
1
..
],
 
x
 
`
mod
`
 
2
 
==
 
0
]
 
-- бесконечный список: [2,4,6,8,10..]

```

В Haskell выражение вида x <- выр называется генератором. В одном выделении может быть несколько генераторов:
```
[(
x
,
 
y
)
 
|
 
x
 
<-
 
[
1
..
4
],
 
y
 
<-
 
[
1
..
4
],
 
x
 
`
mod
`
 
y
 
==
 
0
]
 
-- 8 уникальных пар: [(1,1),(2,1),(2,2),(3,1),(3,3),(4,1),(4,2),(4,4)]

```

### LINQ в C#
LINQ для C# 3.0 имеет несколько сходных со списковыми включениями синтаксических конструкций для запросных выражений:
```
var
 
s
 
=
 
Enumerable
.
Range
(
0
,
 
100
).
Where
(
x
 
=>
 
x
*
x
 
>
 
3
).
Select
(
x
 
=>
 
x
*
2
);

```

Альтернативный синтаксис, напоминающий SQL:
```
var
 
s
 
=
 
from
 
x
 
in
 
Enumerable
.
Range
(
0
,
 
100
)
 
where
 
x
*
x
 
>
 
3
 
select
 
x
*
2
;

```

### Julia
Синтаксис списковых включений в Julia позаимствован из Python.
Пример со списком чётных чисел:
```
[
n
 
for
 
n
 
in
 
1
:
1000
 
if
 
iseven
(
n
)]

```

Аналогичный синтаксис применяется для наполнения других типов контейнеров:
```
# кортеж

Tuple
(
n
^
2
 
for
 
n
 
in
 
-
10
:
10
)

# множество

Set
(
abs
(
n
)
 
for
 
n
 
in
 
-
10
:
10
)

# словарь

Dict
(
c
=>
codepoint
(
c
)
 
for
 
c
 
in
 
'a'
:
'z'
)

```

Как и в Python, поддерживаются вложенные итерации по нескольким переменным:
```
julia
>
 
[(
x
,
y
)
 
for
 
x
 
in
 
1
:
3
 
for
 
y
 
in
 
1
:
3
 
if
 
x
 
≠
 
y
]

6
-
element
 
Array
{
Tuple
{
Int64
,
Int64
},
1
}
:

 
(
1
,
 
2
)

 
(
1
,
 
3
)

 
(
2
,
 
1
)

 
(
2
,
 
3
)

 
(
3
,
 
1
)

 
(
3
,
 
2
)

```